# Juste comme ça (album de Mickaël Miro)
Albums de Mickaël Miro
Le Temps des sourires
(2013)
Singles
1. L'Horloge Tourne
Sortie : 13 décembre 2010
2. Ma Scandaleuse
Sortie : 28 juin 2011
3. Laisse-moi m'en aller
Sortie : 14 mars 2012
4. Juste comme ça
Sortie : 16 juillet 2012

Juste comme ça est le premier album du chanteur français Mickaël Miro, sorti le 9 mai 2011.

## Accueil

### Critiques[2]
- Allomusic.com ; Marie Montaron : « Le jeune artiste présente un album abouti et dans l'air du temps. » Elle attribue une note de 7/10 au chanteur.
- Music-Story.com ; Paula Haddad : « Le premier album de Mickaël Miro ne révolutionne pas la chanson. Mais il donne envie d’en savoir davantage... » Elle attribue à Miro une note de 6/10.

### Classements
| Classement | Meilleure position | Références |
| ---------- | ------------------ | ---------- |
| France     | 8                  | [ 3 ]      |

## Liste des titres
| No  | Titre                               | Durée |
| --- | ----------------------------------- | ----- |
| 1.  | L'horloge tourne                    | 3:26  |
| 2.  | Ma scandaleuse                      | 3:11  |
| 3.  | Laisse moi m'en aller               | 3:13  |
| 4.  | Juste comme ça avec Natasha St-Pier | 3:08  |
| 5.  | Mon père                            | 3:30  |
| 6.  | Écrire quand même                   | 3:12  |
| 7.  | Jolie libellule                     | 2:44  |
| 8.  | La lune s'en fout                   | 3:20  |
| 9.  | Dans les Bras de Personne           | 3:19  |
| 10. | Mon amour de dictateur              | 2:47  |
| 11. | Dans ma boule de Cristal            | 3:20  |